# بينس بيدي
بينس بيدي (بالمجرية: Bedi Bence)‏ هو لاعب كرة قدم مجري في مركز الوسط، ولد في 14 نوفمبر 1996 في ناجيكانيزسا في المجر. لعب مع زالايغيرزيغي تورنا إغيليت.

## وصلات خارجية
- بينس بيدي على موقع اتحاد المجر (الهنغارية)
- بينس بيدي على موقع قاعدة بيانات كرة القدم.إي يو (الإنجليزية)
- بينس بيدي على موقع Soccerway.com (الإنجليزية)
- بينس بيدي على موقع عالم كرة القدم.نت (الإنجليزية)